# Тарапыгин, Пётр Иванович
Пётр Иванович Тарапыгин (11 (23) июня 1879 г., Нижний Новгород, Российская Империя — 12 июля 1920 г., Барнаул ( 41 год), Россия) - Полковник Русской Императорской армии. Участник Русско-Японской, Первой мировой и Гражданской войн. Командир 169-го пехотного запасного полка (Казанский в.о.), Командир 238-го пехотного запасного полка (Оренбургский в.о.).

## Биография

### Семья
Потомственный дворянин Харьковской Губернии
Отец: Иван Андреевич Тарапыгин (1838 г., город Ахтырск — 1883 г., Самара) потомственный дворянин Харьковской губернии, Статский Советник. Преподаватель гр. Аракчеева Нижегородского кадетского корпуса. Окончил Юридический факультет Харьковского университета. Сын Тарапыгина Андрея Павловича (1798 г.р.), участника войны 1812 г. и заграничных походов, капитана. С 1845 года причислен к дворянскому сословию с занесением во 2-ю часть родословной книги.1
Мать: Евдокия Семёновна Тарапыгина, урождённая Осмакова (1848 г.р.)
Сестра: Анна Ивановна Тарапыгина (1882 г.р.)
Жена: Анна Матвеевна Тарапыгина (1876, Самара — 1932, Барнаул), урождённая Невская по первому мужу Николаева.
Дети:
1. Пётр Петрович Тарапыгин (1911, Самара — 1992, Мытищи)
2. Георгий Петрович Тарапыгин (1915, Самара — 2002, Барнаул)

Дядя: Федор Андреевич Тарапыгин (1842, город Ахтырск — после 1917 г., Петрогорад). Писатель и составитель историко-патриотических книг.

### Образование
Начальное образование получил по окончании Нижегородского кадетского корпуса (1899)
Окончил Московское Александровское военное училище по первому разряду младшим портупей-юнкером (1901)

### Офицерская служба
В службу вступил 13.08.1901 года подпоручиком в 244-й Борисовский резервный батальон, с 1904 года 244-й пехотный Борисовский полк .
Участвует в Русско-Японской войне, с 1904 по 1906 год находясь в составе своего полка в действующей армии в Маньчжурии. С 16.02.1905 года — поручик. С 14 февраля по 01 марта 1905 года Борисовский полк принял живейшее участие в Мукденском сражении. В отличие от многих других, 244 Борисовский полк был удачлив и не проиграл ни одного боя. В 1906 году награждён Орденом Св. Анна 4 ст. с надписью «За храбрость». В этом году с полком возвращается в г. Самару. В 1907 году награждён Орденом Св. Станислава 3-й ст. с мечами и бантом и светло-бронзовой медалью в память Русско-Японской войны. 06.01.1909 г. переведён на службу в 214-й пехотный Мокшанский полк, который 15.07.1910 г. вошёл в состав, вновь сформированного 189-го пехотного Измаильского полка. В 1909 г. пожалован Орденом Св. Анны 3-й ст. С 1912 г. — штабс-капитан. В 1913 г. при Штабе 48-й пехотной дивизии прошёл испытание к должности ротного командира с отметкой «Весьма успешно».
17.07.1914 назначен командиром 10-й роты.

### Участие в Первой мировой войне
28 июля поле шестью эшелонами выступил по железной дороге в поход к месту своего сосредоточения - город Проскуров.
В действующей армии с начала боевых действий в качестве командира 10-й роты, 3-го батальона в составе 189-го пехотного Измаильского полка. (с 04.08.1914 по 27.08.1914).
Доклад
10 рота вступила в бой в 10 ч. утра 26 августа. Были рассыпаны в цепь 1 и 2 взводы. На просеке по направлению которой наступала рота оказались австрийские пулемёты и рота с первых же шагов наступления начала нести потери. Но несмотря на это быстро продвигалась вперёд и заставив отступать противника, зашла в лес с левой стороны просеки и двинулась в перёд на противоположную опушку, как подверглась сильному пулемётному и ружейному огню из леса, лежащего на правой стороне просеки. Думая, что стреляет 9 рота ошибочно принимая нас за противника т. к. она наступала в этот участок и по моему расчёту должна была уже занять его. мы стали кричать что свои, но огонь только усилился. Тогда я отвёл роту дальше в лес и выслал несколько человек, чтобы высмотреть кто стреляет, свои или противник. Оказалось австрийцы. Тогда решено было их выбить из леса. 1 и 2 взводы двинулись вперёд и не только заставили отступить противника, но и захватили 4 австрийских пулемёта и передали их начальнику пулемётной команды поручику Задорину. Особенно отличились при этом и по моему достойными знака военного ордена оказались: Подпрапорщик Кароза, ст. унтер-офицер Шумейченко, рядовые Хрусталёв и Голтумин.
28 августа 1914г. сел. Крюсов3                         Штабс-капитан Тарапыгин

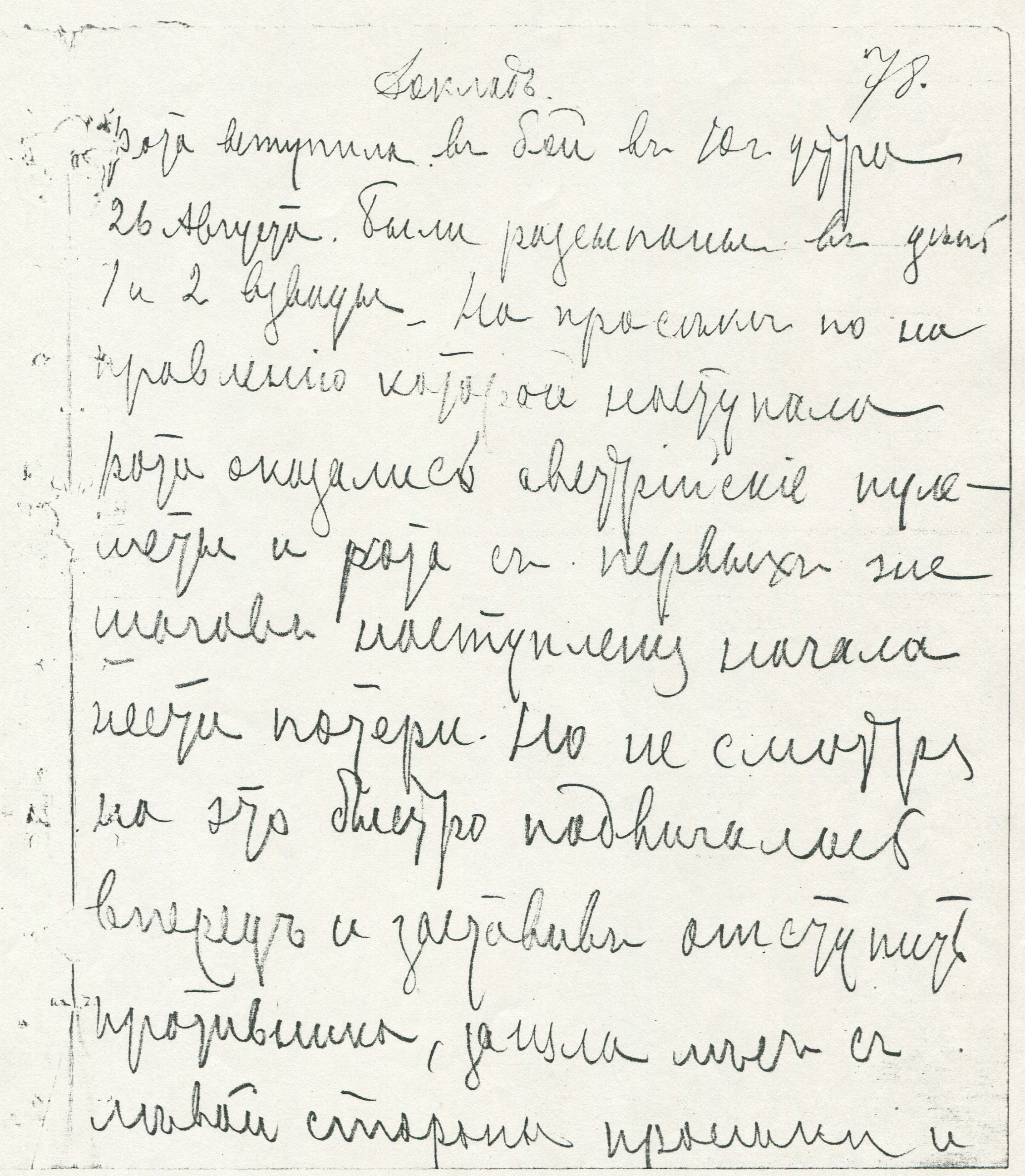
Скан доклада из архива

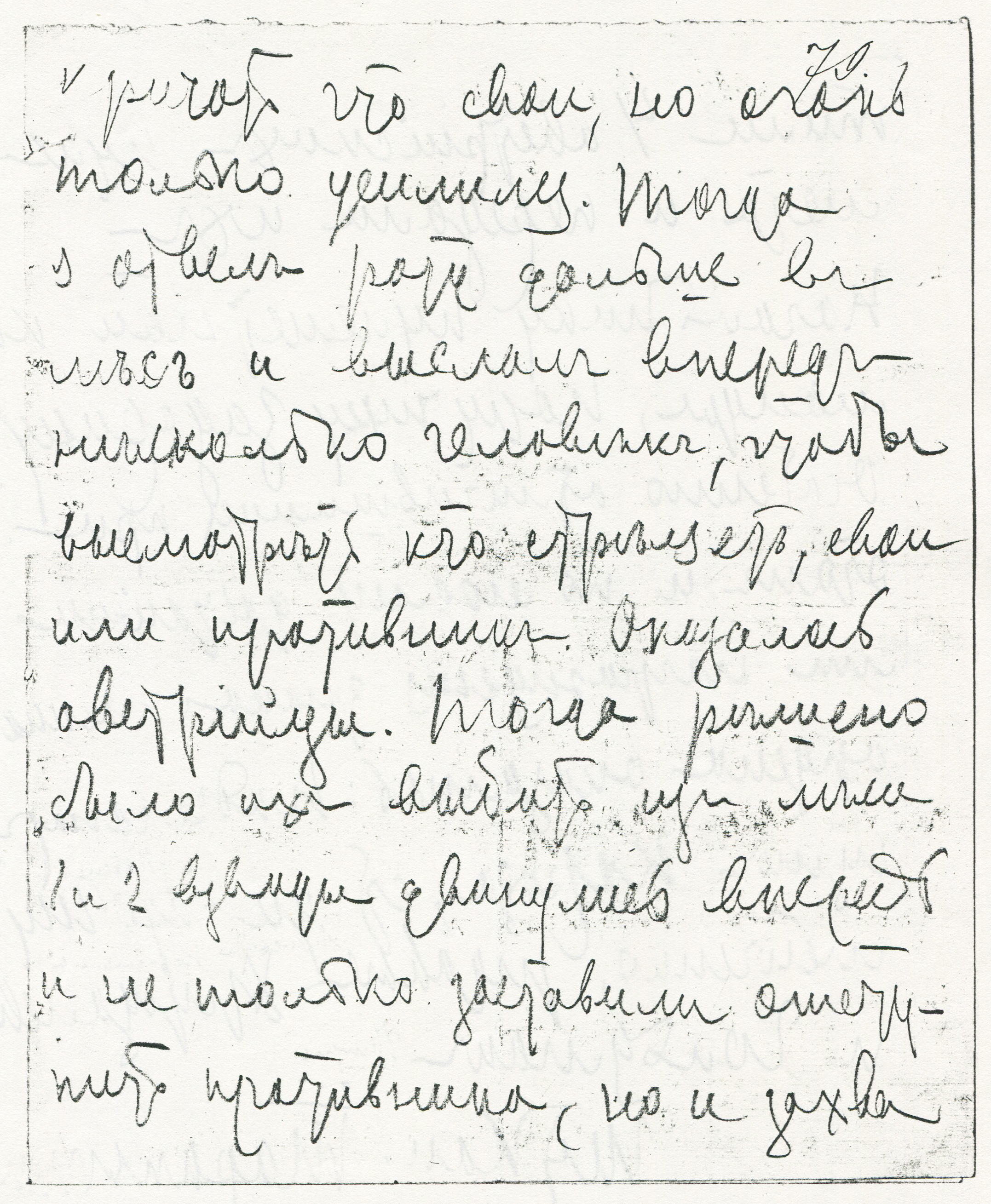
Скан доклада из архива

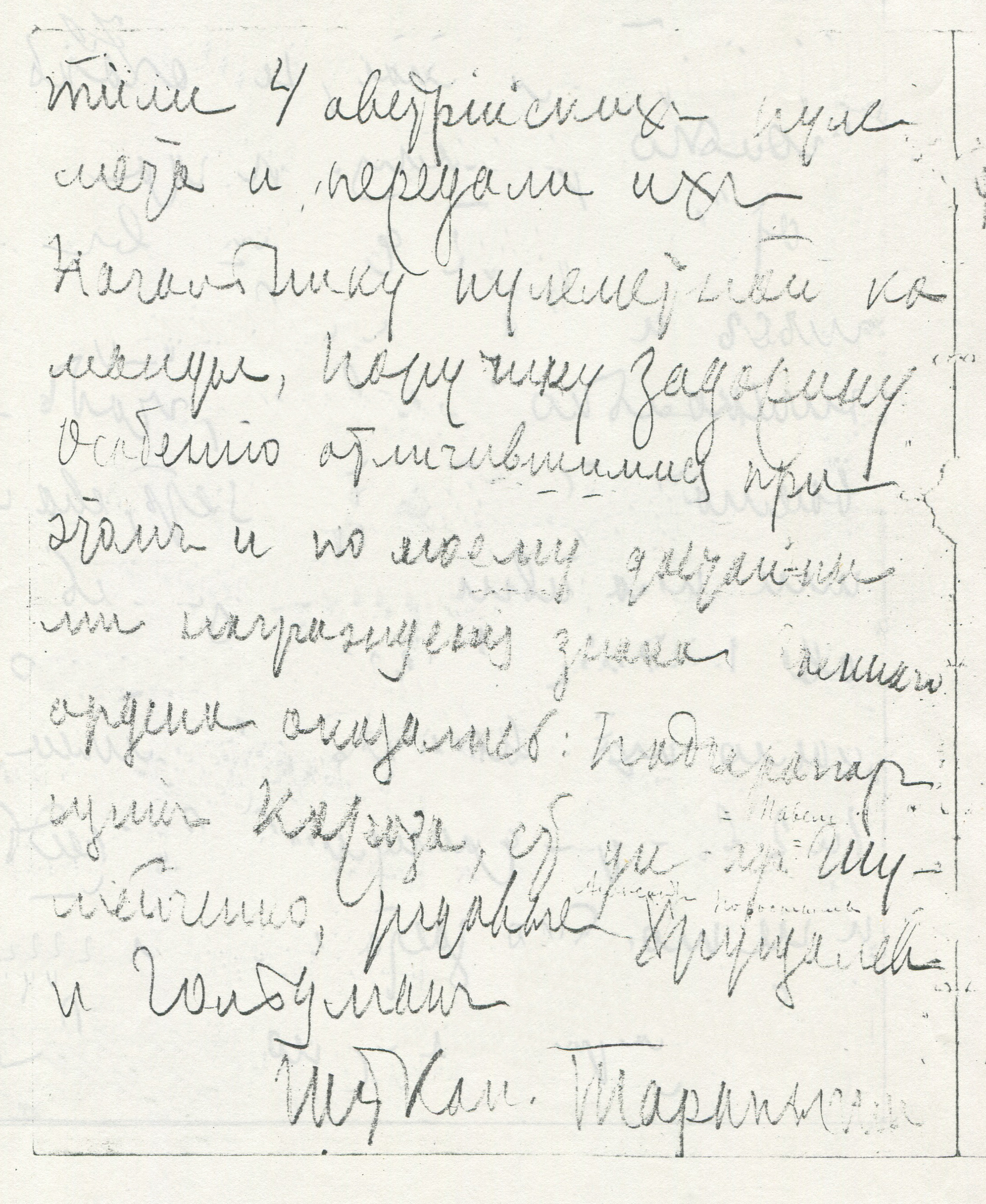
Скан доклада из архива

В боях с 26 по 30 августа полк потерял убитыми, раненными и оставленными на поле боя больше половины своего нижнего состава, 16 офицеров8. 30 августа П. И. Тарапыгин, наблюдая за австрийскими позициями в бинокль, получил тяжёлое ранение ружейной пулей в голову. Был повреждён правый глаз и щека. Его эвакуировали в 109 полевой госпиталь4.
Доклад
Командиру 189 пехотного Измаильского полка.
"Реляция о бое 10-й и 11-х рот при д. Горожанка Вельма представил. Нахожу необходимым добавить что, как Штабс-Капитан Тарапыгин, командир 10-й роты, так Подпоручик Покровский вели себя доблестно, подавая пример нижним чинам. Штабс-Капитан Тарапыгин ранен в голову и лишился правого глаза, Поручик Покровский ранен в плечо с раздроблением ключицы. Атака дала блестящие результаты - взяли пулеметы."
Командир 3-го батальона
Подполковник Васьхов
26 августа 1914 г.
сел. Крюсов3

Сам подполковник Васьхов через день будет тяжело ранен в оба бедра и тоже эвакуирован в 109 полевой госпиталь.7
«Высочайшим приказом (18.07.1915) капитан Тарапыгин награждён орденом Св. Великомученика и Победоносца Георгия 4-й степени за то, что в бою 26-го августа 1914 года при атаке леса у с. Татаринов, во главе 10-й роты бросился в штыки на окопы противника и захватил два действующих пулемёта.»2 В этот день получил тяжёлое ранение в голову, в результате которого лишился правого глаза. Награждён Орденом Св. Владимира 4-й ст. с мечами и бантом (8.02.1915 г.). Капитан с 06.10.1914 г. После длительного лечения прибыл для прохождения службы в 102-й пехотный запасной полк командиром 1-го батальона. С 19.10.1916 г. произведён в подполковники. Пожалован Орденом Св. Анны 2-й степени. 13.03.1917 г. вступил в командование 169-м пехотным запасным полком. С 19.11.1917 г. произведён в полковники.5

### Участие в Гражданской войне
24.12.1917 г. назначен к командованию 238 пехотным запасным полком по Оренбургскому военному округу под командованием А. Дутова.6 С июня 1918 г. в составе добровольных офицерских формирований г. Самары. Участник "Великого Сибирского Ледяного похода" от Барнаула до Красноярска. В боях за Красноярск в конце декабря 1920 года попал в плен. В лагере для военнопленных от сильного переохлаждения тяжело заболел туберкулёзом. Как неизлечимо больной был передан прибывшей за ним родственнице и вернулся в г. Барнаул, куда эвакуировались его жена и дети. Умер 12 сентября 1920 г. в сводно-эвакуационном госпитале города Барнаула. Нагорное кладбище с его могилой в г. Барнауле было уничтожено в 1930-х годах.

## Награды и премии
- Орден Св. Великомученика и Победоносца Георгия 4-й степени
- Орден Св. Владимира 4-й степени с мечами и бантом
- Орден Св. Станислава 3-й степени
- Орден Св. Станислава 2-й и с мечами и бантом
- Орден Св. Анны 3-й степени
- Орден Св. Анны 2-й степени
- Орден Св. Анны 4-й степени с надписью «За храбрость»
- Светло-бронзовая медаль в память 300-летия Царственного дома Романовых